# HOME (HOME MADE 家族のアルバム)
『HOME』（ホーム）は、HOME MADE 家族が2008年10月8日にリリースした4枚目のアルバム。

## 解説
- 前作から約1年5ヶ月ぶりのアルバム。初回生産限定盤には2008年4月に行われたホールツアー「Heartful Tour 2008 ～Thank You～」追加公演の模様を収録したDVDが付属している。

## 収録曲

### DISC 01
1. 家族宣誓
(作詞・作曲：KURO, MICRO, U-ICHI / 編曲：U-ICHI)
レニー・ハートがメンバーのコールで参加している。
2. RISE & SHINE
(作詞・作曲：KURO, MICRO, U-ICHI, & Yuji Kano / 編曲：U-ICHI & Yuji Kano (Taja))
3. CHANGE
(作詞・作曲：KURO, MICRO, U-ICHI & Yuji Kano / 編曲：U-ICHI & Yuji Kano (Taja))
4. Come Back Home
(作詞：KURO, MICRO, U-ICHI / 作曲：KURO, MICRO, U-ICHI & Yuji Kano / 編曲：U-ICHI & Yuji Kano (Taja))
15枚目のシングル。
5. EASY WALK
(作詞・作曲：KURO, MICRO, U-ICHI, & Yuji Kano / 編曲：U-ICHI & Yuji Kano (Taja))
13枚目のシングル。
6. ホントハ
(作詞・作曲：KURO, MICRO, U-ICHI, Takahiro Watanabe / 編曲：U-ICHI & Takahiro Watanabe)
7. NO RAIN NO RAINBOW
(作詞・作曲：KURO, MICRO, U-ICHI & Yuji Kano / 編曲：U-ICHI & Yuji Kano (Taja))
14枚目のシングル。
8. HOME
(作詞・作曲：KURO, MICRO, U-ICHI, Takahiro Watanabe / 編曲：U-ICHI & Takahiro Watanabe)
9. おぼえてる。(Album Ver.)
(作詞・作曲：KURO, MICRO, U-ICHI & Ryosuke Imai / 編曲：U-ICHI & Ryosuke Imai)
12枚目のシングル。シングルバージョンに比べ前奏が長くなっている。
10. フロンティア
(作詞：KURO, MICRO, U-ICHI / 作曲：KURO, MICRO, U-ICHI & Ryosuke Imai / 編曲：U-ICHI & Ryosuke Imai)
14枚目のシングルの c/w
11. Runners High
(作詞・作曲：KURO, MICRO, U-ICHI / 編曲：U-ICHI)
12. ZokuZokool
(作詞・作曲：KURO, MICRO, U-ICHI & Yuji Kano / 編曲：U-ICHI & Yuji Kano (Taja))
13. RUSH　～ギミアブレイク～
(作詞・作曲：KURO, MICRO, U-ICHI / 編曲：U-ICHI)
14. I WISH
(作詞・作曲：KURO, MICRO, U-ICHI / 編曲：U-ICHI)
15. YEAH!!
(作詞・作曲：KURO, MICRO, U-ICHI & Yuji Kano / 編曲：U-ICHI & Yuji Kano (Taja))

### DISC 02
初回生産限定盤のみ
1. サルビアのつぼみ
2. 二人がいいね
3. EASY WALK
4. 少年ハート（メドレー）
5. Lean On Me（メドレー）
6. ON THE RUN（メドレー）
7. 君がくれたもの
8. おぼえてる。
9. アイコトバ
10. Shall we 乱舞!?

## タイアップ
EASY WALK
江崎グリコ『walky walky』CMソング
NO RAIN NO RAINBOW
東宝配給映画『劇場版 NARUTO -ナルト- 疾風伝 絆』主題歌
RISE & SHINE
地上デジタル/東海地区2007年キャンペーンソング
フロンティア
地上デジタル/東海地区2008年キャンペーンソング